# Vladimir Jelesić
Vladimir Jelesić (serbisch-kyrillisch Владимир Јелесић; * 16. Februar 1976) ist ein serbischer Handballspieler und Handballtrainer.

## Leben
Vladimir Jelesić hat die Fakultät für Sport in Novi Sad, Serbien, absolviert und ist freiberuflicher Sportlehrer geworden. In Deutschland ist er zudem gelernter IT-Informatiker geworden. Als Trainer absolvierte er 2023 die höchste international anerkannte Trainerlizenz zum EHF-Mastercoach.
Jelesić begann mit dem Handballspiel beim heimischen Spitzenclub Metaloplastika Šabac. Jelesić ist 1999 zum RK Sintelon gewechselt. Sintelon war eine Spitzenmannschaft wo Vladimir 4 Jahren europäeische EHF-Pokal und Europapokal der Pokalsieger spielte. Jelesić spielte für alle Nationalmannschaften Jugoslawiens, einschließlich der Senioren-Nationalmannschaft, wo er 6 offizielle Einsätze verzeichnete.
Die Trainerkarriere von Jelesić startete 2007 in Metaloplastika Šabac. Jelesić war von 2007 bis 2014 der Trainer der zweiten Mannschaft und Hauptkoordinator der Handballschule Metaloplastika Šabac.
Er wurde 2015 Trainer der Frauen-Bundesligamannschaft von Frisch Auf Göppingen. Von 2015 bis 2020 war er Co-Trainer der erste Frauen-Bundesligamannschaft von Göppingen. Von 2019 bis 2023 trainierte er dort die zweite Frauenmannschaft in der 3. Liga. Im Januar 2021 trainierte Jelesić interimsweise die Bundesligamannschaft der Göppinger.
2022 wurde Jelesic Trainer in jüngeren Kategorien der Frisch Auf Göppingen.
Jelesic ist seit 2015 Mitglied von Mensa in Deutschland. Er ist verheiratet und hat zwei Kinder.

## Belege
1. ↑  BWOL Frauen: Abschlussbericht Saison 2019/2020. 9. Mai 2020, abgerufen am 23. September 2023 (deutsch).
2. ↑  handball-world: #DritteLigaFrauen: Frisch Auf Göppingen II will sich in der 3. Liga etablieren. Abgerufen am 23. September 2023.
3. ↑  handball-world: Drittligist Frisch Auf Göppingen 2 geht mit neuem Trainerteam in die neue Saison. Abgerufen am 23. September 2023.
4. ↑  stuttgarter-nachrichten.de: Das traurige Ende der Ära Aleksandar Knezevic, abgerufen am 17. Juni 2022
5. ↑  filstalwelle.de: Nico Kiener übernimmt FRISCH AUF Frauen, abgerufen am 17. Juni 2022

| Personendaten    | Personendaten                                  |
| ---------------- | ---------------------------------------------- |
| NAME             | Jelesić, Vladimir                              |
| ALTERNATIVNAMEN  | Јелесић, Владимир                              |
| KURZBESCHREIBUNG | serbischer Handballspieler und Handballtrainer |
| GEBURTSDATUM     | 16. Februar 1976                               |